# Alice Pasquini
Alice Pasquini (Roma, 1980) è un'artista italiana, una delle poche donne attive nel panorama della street art.

## Biografia
Romana e laureata all'Accademia di belle arti di Roma, le sue opere sono state recensite da quotidiani come l'International New York Times, La Vanguardia, Euromaxx, Panorama e Internazionale.
Street artist, pittrice, illustratrice e scenografa, ha sviluppato nel tempo diversi filoni di ricerca, dalla narrazione della vitalità femminile alle installazioni con l'uso di materiali inconsueti. Considerata una figura femminile di spicco nel panorama della street art, attiva e operativa in ambito internazionale, nel corso della sua carriera ha realizzato opere murarie per le strade di diverse città italiane e straniere come: Marsiglia, Parigi, Amsterdam, Londra, Berlino, Oslo, New York, Buenos Aires, Yogyakarta, Napoli, Roma, San Benedetto del Tronto e Taranto. Ha disegnato Vertigine, il quinto libro di Melissa Panarello, nel 2011.
Nel 2013 ha realizzato una serie di opere per i Musei Capitolini di Roma, alcune delle quali sono visibili in Piazza del Campidoglio, ed ha inoltre collaborato con l'Istituto Italiano di Cultura di Singapore e l'Istituto di Cultura di Montevideo. Dall'aprile 2016 è la direttrice artistica del CVTà Street Fest a Civitacampomarano, festival di arte contestuale e street art.
Le sue opere sono state in mostra alla Saatchi Gallery, all'ambasciata americana di Roma e al Museo di arte contemporanea di Roma.. I suoi taccuini di viaggio,  sono entrati nel panorama della grande cultura Italiana, pubblicati da Treccani in edizione limitata e in edizione libreria